# Cor de basset
Pour les articles homonymes, voir cor (musique) et Basset.
Le cor de basset fait partie de la famille des clarinettes, instrument à vent de la famille des bois à anche simple. Basset signifie « petite basse », le cor de basset ayant un son plus grave que la clarinette classique.
Le cor de basset est peu utilisé de nos jours, sauf pour jouer le répertoire classique (le compositeur allemand Richard Strauss l'intègre ainsi dans l'orchestration de certains de ses opéras, notamment dans Elektra (1909) (où il y en a deux), Le Chevalier à la rose en alternance avec la clarinette basse ou La Femme sans ombre. On peut compter dans son répertoire de nombreuses pièces de Mozart, en musique de chambre notamment. On peut aussi citer les concertos pour cor de basset et orchestre d'Alessandro Rolla et d'Heinrich Backofen, ainsi que les deux Konzertstücke (1833) de Felix Mendelssohn pour clarinette, cor de basset et piano.
Le cor de basset le plus courant et le plus pratiqué est celui comprenant un pavillon en laiton.

## Histoire
L'invention du cor de basset est attribuée à Anton et Johan Stadler vers 1770. La clarinette existe alors depuis près de 70 ans. Néanmoins Anton et Michael Mayrhofer de Passau, « inventeurs » autoproclamés, ont construit quatre instruments de type cors de basset courbes vers 1760 et n’étaient pas officiellement des facteurs d’instruments à vent (c'est-à-dire des tourneurs),.
Certains considèrent que le cor de basset est l'équivalent du chalumeau basse en ut, le plus grave des trois instruments pour lesquels ont été écrits les trios pour trois chalumeaux de Christoph Graupner, et a été créé à la suite de la clarinette d'amour inventée dans la première moitié du XVIIIe siècle.
Très peu de cors de basset ont été fabriqués et utilisés en France dans la deuxième moitié du XVIIIe siècle par rapport à l'Allemagne et à la Bohême. 
Les premiers cors de basset étaient de forme courbe en faucille terminée par une boîte formant un méandre pour allonger le tube et des clefs supplémentaires au pouce pour atteindre les notes graves supplémentaires jusqu'à l'ut grave (Michel Amlingue en France); ils présentaient une forme peu esthétique et surtout peu pratique. Le plus simple de ces cors de basset en forme de faucille (qui pourrait être antérieur à l'instrument de Mayrhofer) ne comporte que cinq clefs : des clefs de pouce pour le mi et le do grave (le ré n'était pas disponible), une clef en forme de queue de poisson pour le fa grave/do bas clairon (jouable avec l'une ou l'autre main du corps du haut) et les deux clefs obligatoires sur le corps supérieur. L'état de développement est donc équivalent à celui de la clarinette à trois clés.
Les instruments évoluèrent ensuite en deux corps droits reliés par un compartiment coudé. On arriva finalement à une clarinette allongée droite, comportant des clés supplémentaires, et se terminant par un pavillon en métal (ce dernier permettant une meilleure projection du son).
Le cor de basset fut la première clarinette « non droite » et qui bénéficiait du système de pavillon courbé. Les premiers modèles étaient de forme courbe et de tonalité mi, mi bémol ou ré. On retrouve ensuite des modèles en sol et en la. Le cor de basset en fa s'est imposé au XIXe siècle, tonalité sonnant une tierce en dessous de la clarinette en la. 
L'ambitus du cor de basset en fa s'étend généralement de do2 à ré6 écrit et couvre alors quatre octaves plus une note.
Le cor de basset peut-être considéré comme un premier pas vers la clarinette basse, inventée à la fin du XVIIIe siècle.

## Facture moderne
De nos jours, certains fabricants reviennent aux sources et confectionnent des cors de basset droits et entièrement en ébène. Le son provenant du bois serait plus chaud et plus tendre, prétendument comme ce que connut Mozart.

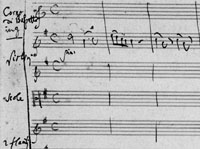
Extrait de l'autographe de l'Allegro du concerto pour cor de basset (esquisse) en sol K.621b.

À l’occasion d’une rencontre avec le musicoloque américain Howard Chandler Robbins Landon, le clarinettiste  et facteur d'instruments anciens Gilles Thomé réalise la reconstitution d’un cor de basset en sol et la restitution de l'esquisse du concerto pour cor de basset K.584b/K.621b de Mozart, conservée à la bibliothèque de Winterthour ; il édite la partition aux éditions Alphonse Leduc et joue en 1994 l'œuvre reconstruite en première mondiale au Mans avec la présence de la musicologue Brigitte Massin. 

« Le concerto et le cor de basset en sol
Il y a dans cet enregistrement discographique une pièce qui a un place particulière : l’esquisse du concerto pour cor de basset en sol KV 621b ... qui, au demeurant, a bien pu être jouée dans un grand salon des Jacquin.
Au départ, intéressé en tant qu’interprète par le concerto pour clarinette KV 622, j’ai voulu en étudier le manuscrit. La seule trace manuscrite qui nous en reste aujourd’hui est une esquisse pour cor de basset en sol commencée en 1787, antérieure à la version définitive en la majeur terminée le 7 octobre 1791. Très vite, j’ai acquis la certitude que le cor de basset pour lequel Mozart avait écrit était un instrument extrêmement sophistiqué techniquement : en effet, il lui demande des notes qui ne sont possibles qu’avec un ravalement chromatique ...
Mais au-delà de l’aspect technique, ma curiosité principale et essentielle était d’entendre comment cette œuvre pouvait sonner en sol. Car enfin, ce n’est pas la clarinette, aussi sophistiquée soit elle, qui a donné l’idée à Mozart d’écrire cette merveilleuse page. Malheureusement aucun cor de basset en sol fabriqué vers 1787, de surcroît avec ravalement chromatique n’est parvenu jusqu’à nous ...
Très vite, j’ai pensé que cette esquisse était destinée à Anton Stadler, l’ami et frère maçon de Mozart. Stadler appréciait non seulement le timbre du registre grave, mais il voulait aussi un concerto qui mette en valeur sa virtuosité et ses capacités d’expression. C’est sans doute lui qui fait éliminer la forme courbe du cor de basset, et c’est encore lui qui a du écarter le cor de basset en fa, trop lourd à gérer pour un concerto où il veut briller. Du coup, il semble logique qu’à ce moment, il se rabatte sur un cor de basset en sol, et l’instrument marche tellement bien que Mozart, enthousiasmé, commence pour lui, en 1787, un concerto délirant !
J’ai été passionné par la découverte de l’alchimie née entre Mozart et Stadler et qui avait abouti à ce cor de basset en sol. J’avais envie d’en savoir plus. Mais je dois dire que seul le musicologue HC Robbins Landon a bondi d’enthousiasme et j’en profite pour lui adresser toute ma gratitude pour m’avoir soutenu tout au long de ma recherche. Je remercie également Jean-Marc Andrieu et l’Orchestre Baroque de Montauban qui m’ont permis en 1994 de jouer le concerto en sol, en entier, pour la première fois devant ... 1450 personnes dans la cathédrale du Mans, en présence de Brigitte Massin.
Pendant cette recherche, il a fallu tout recréer : orchestration de l’esquisse et surtout l’instrument... Mozart n’aurait pas écrit des choses aussi difficiles si Stadler peinait sur un instrument inabouti. C’était à la fois le potentiel de Stadler et la possibilité acoustique de l’instrument qui avaient inspiré Mozart.
Je me suis questionné : Mozart voulait ce concerto en sol avec une orchestration réduite, sans les bassons. Pour ce dialogue constant qu'il instaure entre le soliste et l'orchestre, c'était bien un instrument doux et intime qu'il lui fallait. Et quel instrument jouait Stadler? Un Heinrich Grenser peut-être? Mais non, il jouait bien sur un Lotz! Et nous avons le témoignage de leur collaboration l’année suivante parce que Stadler annonce lui-même sur le programme d'une Académie à Vienne, le 20 février 1788, qu'il jouera sur une clarinette de basset " Lotz ".
J’ai mis 7 ans effectivement à faire aboutir ce projet, mais l’enjeu était de taille : proposer mon hypothèse de cor de basset en sol avec ravalement chromatique d’après Lotz permettai l’exécution pour la première fois de 2 partitions de la main de Mozart qui n’avaient jamais pu être jouées faute d’instrument approprié : l’esquisse du concerto KV 621b et le nocturne KV 437... »

— Gilles Thomé,
En 2024, Richard Haynes a fait transformer une clarinette d'amour en sol en un cor de basset en sol en changeant le pavillon, le barillet et le bec. Il s'agit d'un modèle unique, représenté en haut de page, avec lequel Richard Haynes a joué une version reconstruite de Concerto pour clarinette de Mozart en avril 2024 à partir de ses travaux de reconstruction basés sur l'esquisse du concerto pour cor de basset K.584b/K.621b.

## Galerie

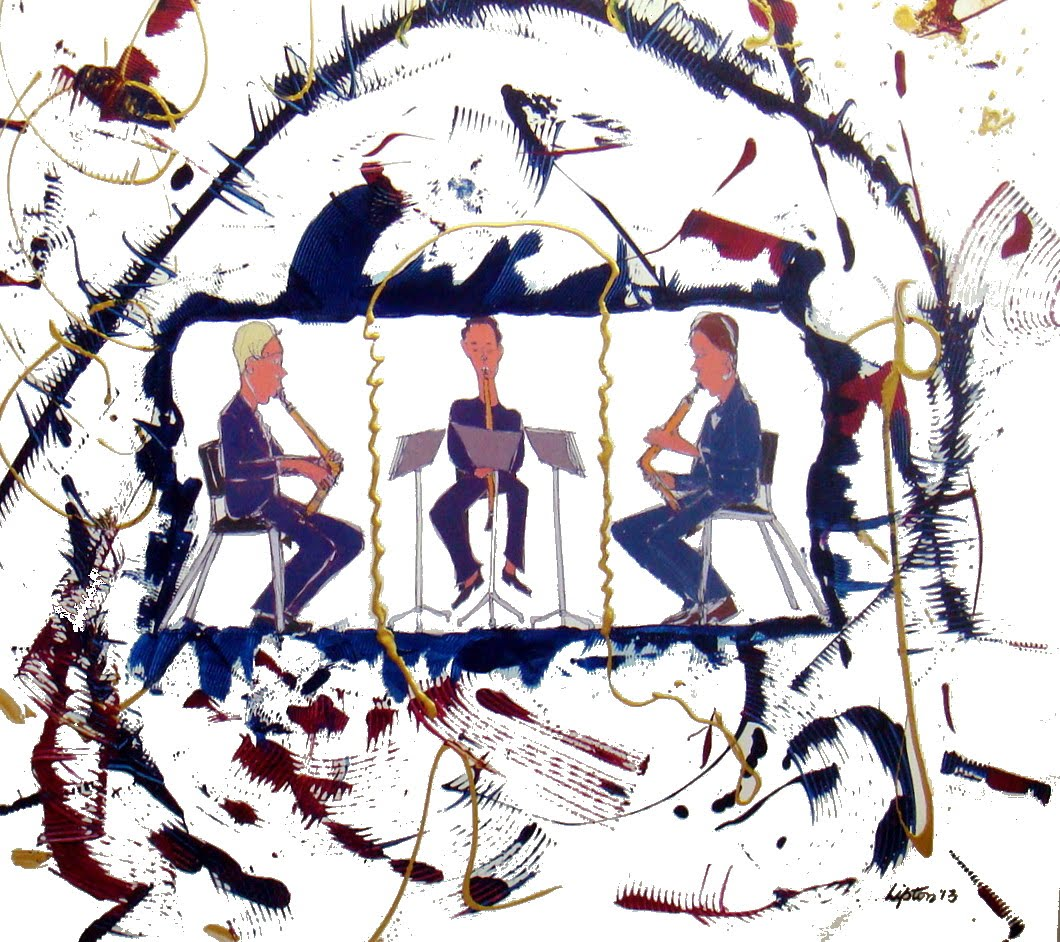
Mozart Divertimento pour 3 cors de basset (Kay Lipton - "Art Informed By Music")
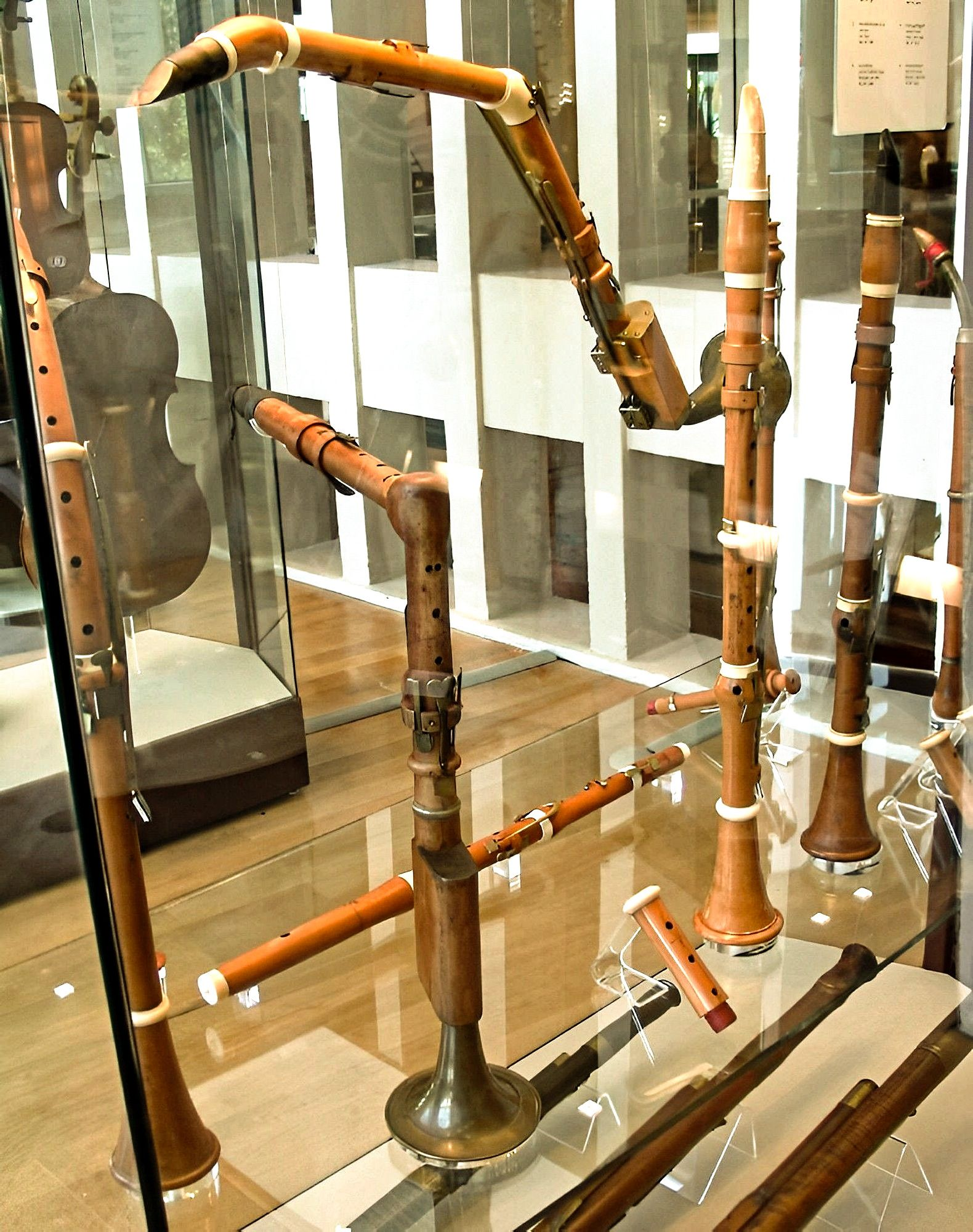
Musée des instruments de musique, Berlin : cors de basset du XVIIIe siècle (avec des clarinettes, une flûte et des bassons)
Cor de basset par Jakob Friedrich Grundmann (1787)
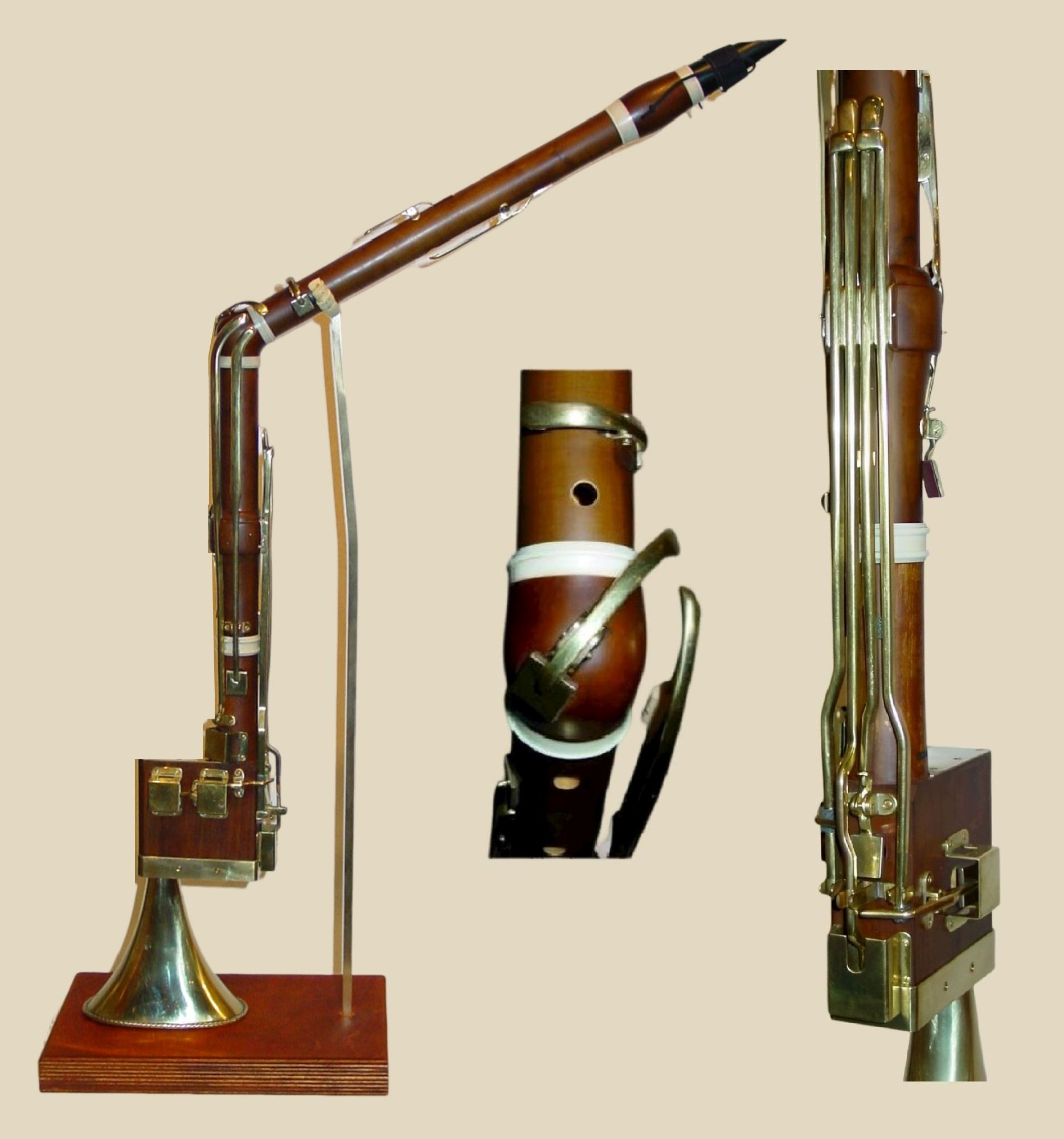
Cor de basset chromatique d'après Theodor Lotz (réplique) avec boîte placée à l'extrémité de l'instrument pour allonger le tube.
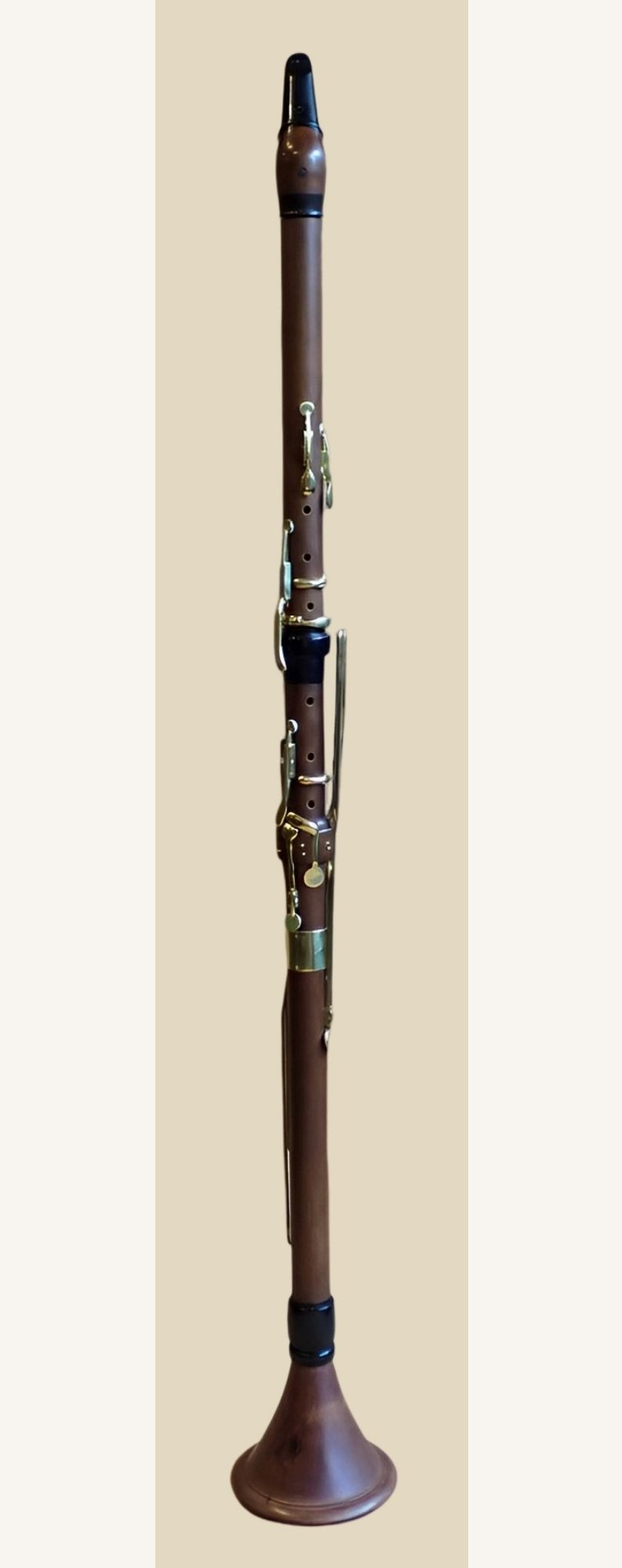
Cor de basset romantique, forme allongée, 13 clés (réplique)

## Répertoire

### Mozart et le cor de basset
Wolfgang Amadeus Mozart était très sensible aux instruments à vent, et particulièrement à la clarinette. Le cor de basset provoqua chez lui un véritable engouement. La première utilisation par Mozart du cor de basset date de 1781. C′est pour la sérénade KV 361 no 10 en si , dite « Gran partita », qu'il utilise treize instruments à vent dont deux clarinettes en si  et deux cors de basset. Le mélange des deux timbres donnera lieu à une alchimie et à un certain nombre de combinaisons très douces.[réf. nécessaire]
Cette utilisation est un succès. Mozart utilisera le cor de basset (ainsi que la clarinette de basset) dans la plupart de ses pièces de musique de chambre pour instruments à vent. L'apothéose de sa passion pour cet instrument se trouve dans son œuvre ultime, son requiem, inauguré par un duo de cors de basset.
On notera les pièces écrites à la fin de sa vie incluant le cor de basset :
- Opéra en deux actes Die Zauberflöte K.620 no 8, 9 et 10 [1891. Spring-9.28, Vienna] [cor de basset en fa]
- Opera seria en deux actes La clemenza di Tito K.621 no 9[1891. Spring-9.5, Prague] [clarinette de basset en si bémol]
- Opera seria en deux actes La clemenza di Tito K.621 no 23 [1891. Spring-9.5, Prague] [cor de basset en fa]
- Messe de requiem en ré K.626 [1891. Latter Half, Vienne] [cor de basset en fa]

### Répertoire ancien
Giacomo Meyerbeer utilise le cor de basset dans la Danse bohémienne (Acte III, instrumental) de l'opéra Les Huguenots (1832-1836).
- Johann Christian Bach (1735-1782), opéra Temistocle (novembre 1772) dont la première est donnée à Mannheim ; un trio de « clarinettes d’amour » en ré grave est utilisé dont la partie la plus grave emploie l'ut grave, correspondant aux cors de basset ;
- Carl Philipp Stamitz (1745-1801), Concerto en si bémol majeur pour cor de basset et orchestre ;
- Georg Druschetzky (1745-1819), Divertissements pour 3 cors de basset ;
- Franz Anton Pfeiffer (1752-1787), Concerto pour cor de basset en si bémol majeur (vers 1780)
- Alessandro Rolla (1757-1801), Concerto en fa majeur (1829), BI. 528, pour cor de basset et orchestre ;
- Vojtěch Nudera (1748-1811), Divertimenti pour trois cors de basset ;
- Anton Stadler (1753-1812), Terzetten pour trois cors de basset ;
- Franz Danzi (1763-1826), Sonate pour cor de basset et piano, Op. 62 ;
- Johann Georg Heinrich Backofen (1768-1839),
  - Quintette en fa majeur pour cor de basset et quatuor à cordes, Op. 9 ;
  - Concerto pour cor de basset
- Johann Georg Loesener (1769-1829), Variations pour cor de basset, 2 violons, alto, contrebasse, 2 flûtes et 2 cors ;
- Vincenzo Ciuffolotti (1769-1840) ;
- Georg Abraham Schneider (1770 - 1839), Concerto pour cor de basset et orchestre, Op.90 ;
- Ludwig van Beethoven (1770-1827), Sonate en fa majeur (en), Op.17 (1801) pour pianoforte et cor, ou cor de basset[8], ou alto, ou violoncelle ; originellement composé pour le corniste tchèque Giovanni Punto ;
- Luigi Bortolotti (1776-1856), Concerto pour cor de basset et orchestre ;
- Philipp Roeth (1779-1850), concerto pour cor de basset en fa majeur (Haase, 1810) ;
- Thomas Lindsay Willman (1784-1840) ;
- Carl Maria von Weber (1786-1826), Sérénade sur Oberon pour cor de basset et deux guitares, Op. 28 (1825-1826 ?), arrangée par Heinrich Neumann ;
- Kaspar Kummer (en) (1795-1870), Adagio und Variationen, Op. 45 pour cor de basset et orchestre ;
- Alois Beerhalter (1798-1858), Variationen über ein deutsches Volkslied für Bassetthorn (1830);
- Carl Oestreich (1800-1840), Pièce de concert pour cor de basset et orchestre (1830) ;
- Felix Mendelssohn Bartholdy (1809-1847), Konzertstücke pour clarinette, cor de basset et piano n° 1 (opus 113) et n° 2 (opus 114), (1832-1833) ;
- Giuseppe Neroni (1784-1858), Sonate pour cor de basset et orchestre (1840-1850) ;
- Josef Růžek (1834-1891) ;
- Alessandro Vessella (1860-1929).

### Répertoire  contemporain
Franz Schreker a utilisé le cor de basset dans quelques œuvres, dont les opéras Die Gezeichneten (1918) et Irrelohe (en)  (1919). Roger Sessions a inclus un cor de basset pour son Concerto pour violon (1935), où il ouvre le mouvement lent dans un long duo avec le violon solo. Dans le dernier quart du XXe siècle et la première décennie du XXIe siècle, Karlheinz Stockhausen a beaucoup écrit pour le cor de basset, lui donnant une place de choix dans son cycle d'opéras Licht (1977-2003) et d'autres pièces (Traum, Formel (1981), Evas Spiegel (1984), Susani (1984), Die 7 Lieder Der Tage (1986), Freia (1991), In Freundschaft (1977)).
- Joseph Holbrooke, Sérénade pour 12 instruments, op. 61b (1915) ;  cette pièce fait appel à la fois aux cors de basset et au hautbois d'amour ;
- Havergal Brian, Symphonie gothique (en) (1919–1927 - éd. 1932); cette œuvre fait appel à deux cors de basset ;
- Peter Schat, Etudes pour piano et orchestre, op. 39, (1992) ; cette pièce emploie 3 cors de basset dans l'orchestre ;
- Osvaldo Golijov, Dreams and Prayers of Isaac the Blind (1994) pour clarinettiste solo (clarinettes soprano, cor de basset et clarinette basse) et quatuor à cordes; arrangé plus tard pour clarinettiste solo et orchestre à cordes[10] ;
- George Benjamin, Into the Little Hill (2006), opéra pour soprano, contralto et ensemble.

On pourra également citer d'autres compositeurs depuis le XXe siècle qui ont écrit pour cor de basset tels  Alfred Baum (de), Luciano Berio, Edgar Bredow, Franz Cibulka (en), Jean-Luc Darbellay, Richard Dünser (de), Ivan Fedele, Willy Focke (de), Matteo Franceschini, Heinrich Fuchs, Pietro Gomez, David Gow (en), Roland Häfner, David Philip Hefti (en), Willy Hess, Johannes Holik (de), Bertold Hummel, Geert van Keulen (de), Giselher Klebe, Frank Martin, Marc Bernard Naylor, Betty Olivera, Vincenzo Perrone, Stefano Pierini, Kyle Rowan, Herman Strategier (en), Marco Stroppa, Balduin Sulzer (en), Dimitri Terzakis (en)...

## Dans l'orgue
Le « cor de basset » ou « corno di bassetto » est un jeu d'anches semblable à la clarinette. Il a un corps cylindrique.

## Littérature
Le nom italien de l'instrument, corno di bassetto, a été utilisé par George Bernard Shaw comme pseudonyme lorsqu'il écrivait des critiques musicales.

## Enregistrements
- 1995 : Mozart, l'ami Stadler et le cor de basset par le Trio di Bassetto, label K617 (ref. K617060)
- 1999 :  Mozart & Contemporaries on 3 original Lotz basset horns par le Stadler Trio, label Glossa Music (ref. GCD 920603)[11],[12]
- 1999 : Mozart : Une soirée chez les Jacquin par Gilles Thomé, clarinette, cor de basset en sol (2 CD, Zig Zag Territoires – ZZT2990701.2)[6]
- 2002 : Mozart, Stadler & the Basset Horn - Divertimenti par Colin Lawson, Michael Harris et Thimothy Lines, label ASV Gaudeamus (ref. GAU 246)[13]
- 2011 : Adalbert Nudera - Bassethorn-Trios par l'ensemble Clarimonia, label Cavalli Records (ref. CCD 810)[14]